# Disc intervertebral
Un disc intervertebral (sau fibrocartilaj intervertebral) se află între vertebre adiacente în coloana vertebrală. Fiecare disc formează o articulație fibrocartilaginoasă (o simfiză), pentru a permite o ușoară mișcare a vertebrelor, pentru a acționa ca un ligament care să țină vertebrele împreună și să funcționeze ca un amortizor pentru coloana vertebrală.

## Structură

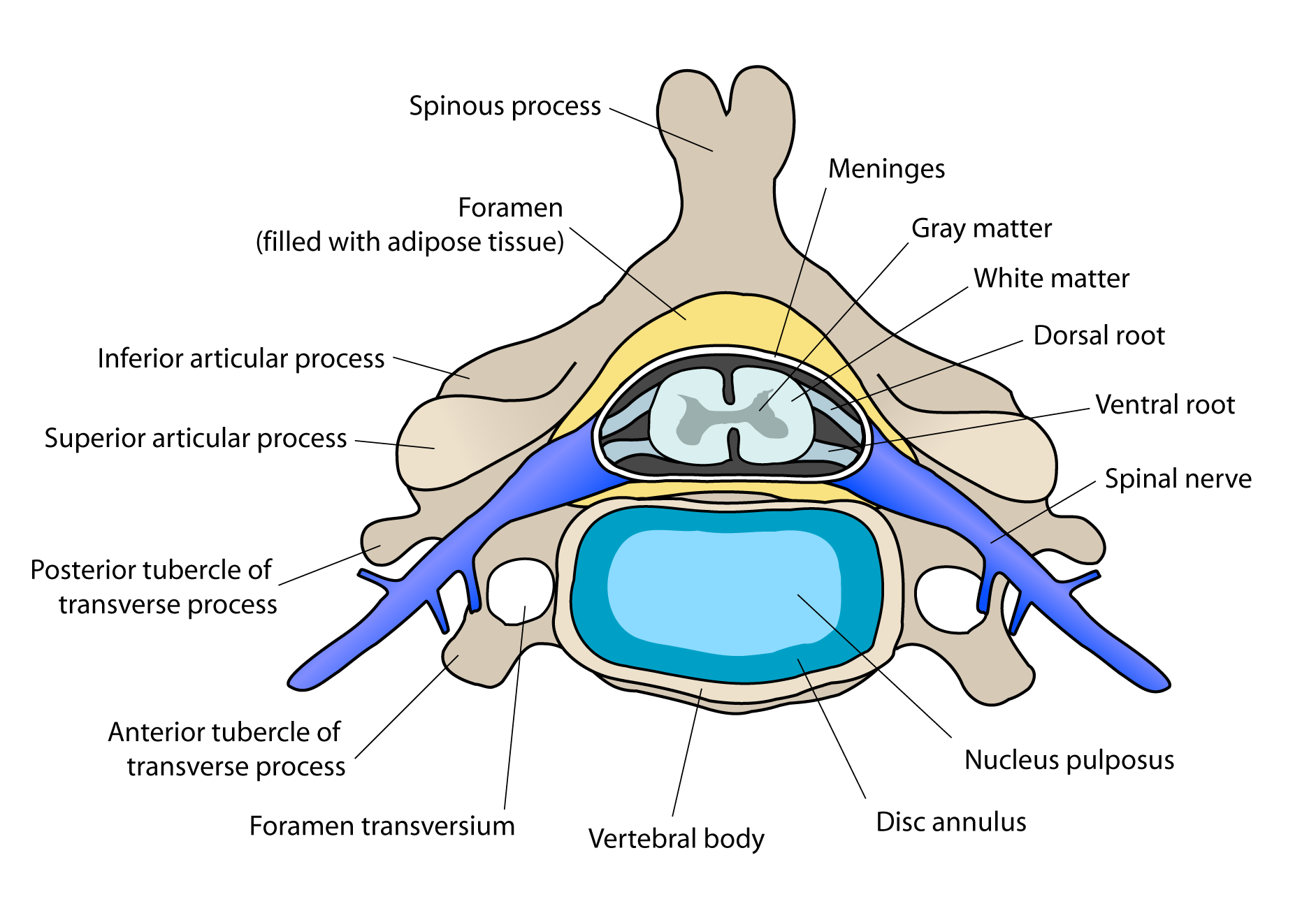
Vertebră cervicală cu disc intervertebral

Discurile intervertebrale constau dintr-un inel fibros exterior, anulus fibrosus disci intervertebralis, care înconjoară un centru interior asemănător gelului, nucleus pulposus. Anulus fibrosus constă din mai multe straturi (laminae) de fibrocartilaj alcătuite atât din colagen de tip I cât și din colagen de tip II. Tipul I este concentrat spre marginea inelului, unde oferă o rezistență mai mare. Laminae rigid poate rezista la forțele de compresie. Discul intervertebral fibros conține nucleul pulposus și acest lucru ajută la distribuirea uniformă a presiunii pe disc. Acest lucru împiedică dezvoltarea concentrațiilor de stres care ar putea provoca leziuni ale vertebrelor subiacente sau ale acestora plăcile finale. Nucleul pulposus conține fibre libere suspendate într-un gel mucoprotein. Nucleul discului acționează ca un amortizor, absorbind impactul activităților organismului și păstrând cele două vertebre separate. Este rămășița notocordului.
Există un disc între fiecare pereche de vertebre, cu excepția primului segment cervical, atlas. Atlasul este un inel în jurul extensiei aproximativ în formă de con a axei (al doilea segment cervical). Axa acționează ca un stâlp în jurul căruia atlasul se poate roti, permițând gâtului să se rotească. Există 23 de discuri în coloana vertebrală umană: 6 în regiunea gâtului, (cervicale), 12 în regiunea spatelui mijlociu (toracice) și 5 în regiunea inferioară a spatelui (lombare) Discurile sunt numite de corpul vertebral de deasupra și dedesubt. De exemplu, discul dintre a cincea și a șasea vertebră cervicală este desemnat „C5-6”.

## Imagini suplimentare

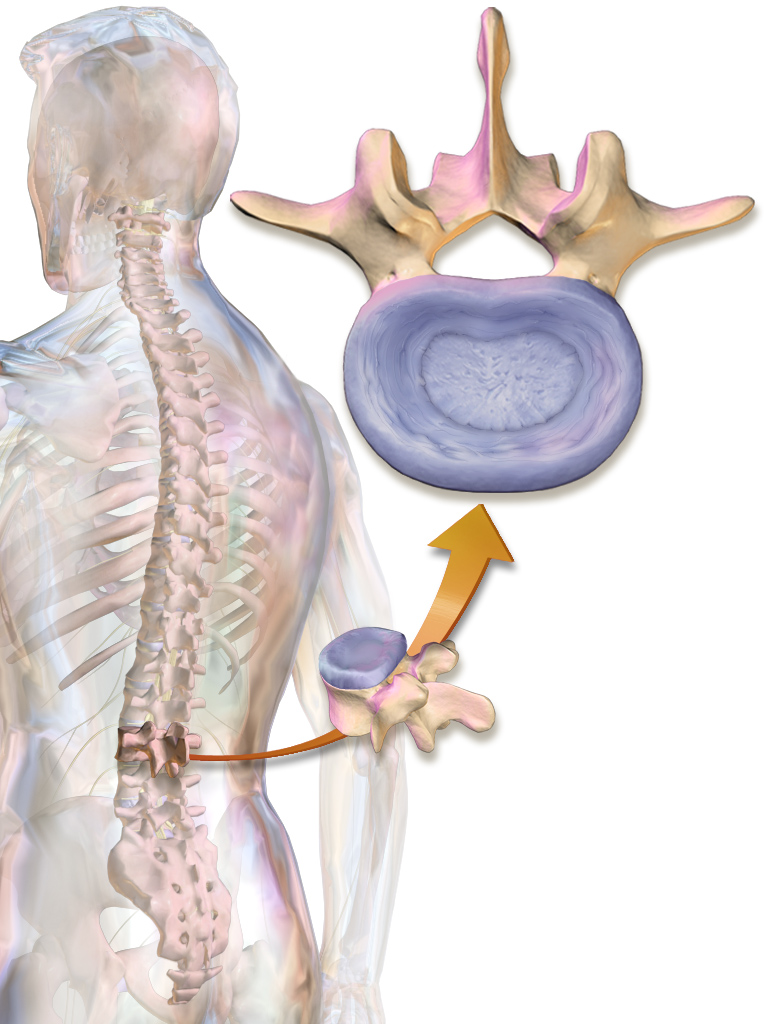
Anulus fibrosus.
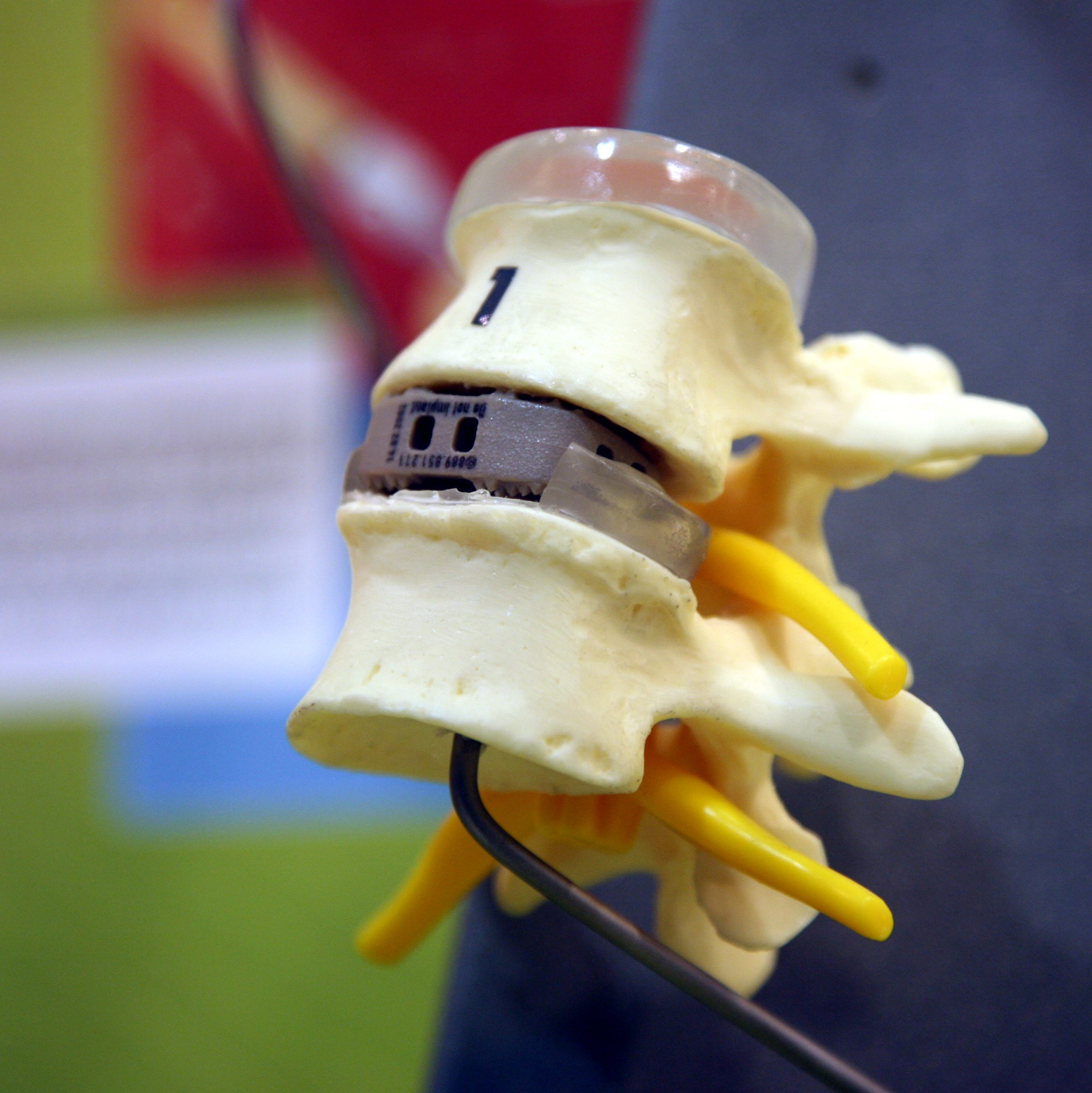
Disc intervertebral artificial.
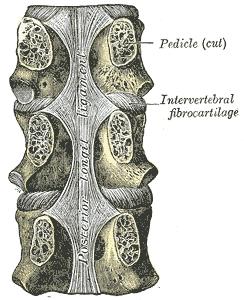
Ligamentul longitudinal posterior, în regiunea toracică.
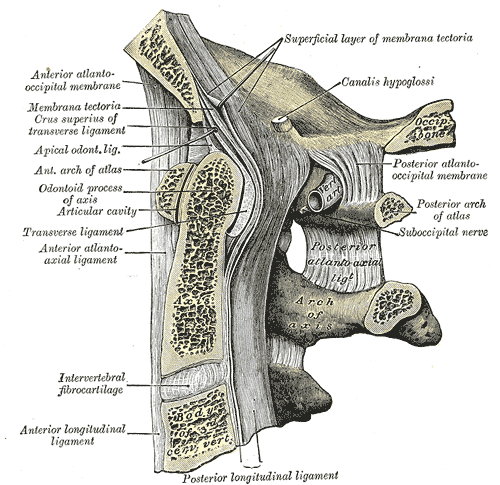
Secțiunea sagitală mediană prin osul occipital și primele trei vertebre cervicale.
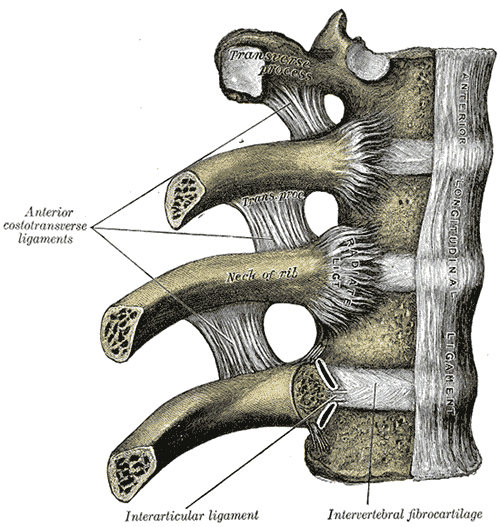
Articulații costovertebrale. Vedere anterioară.
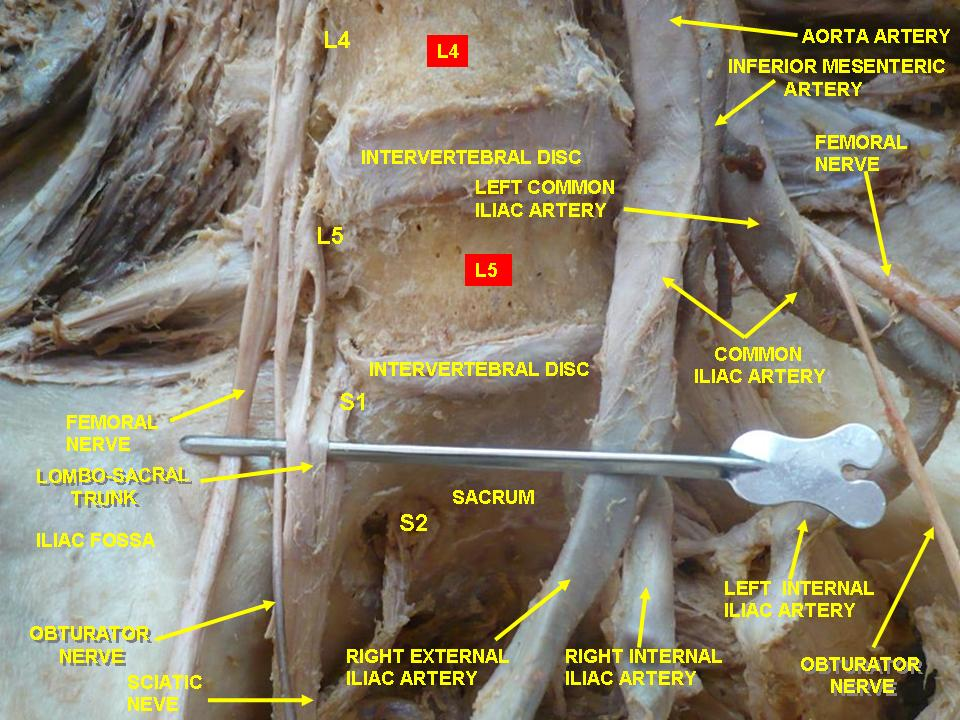
Plexul lombar și sacral. Disecție profundă. Vedere anterioară.
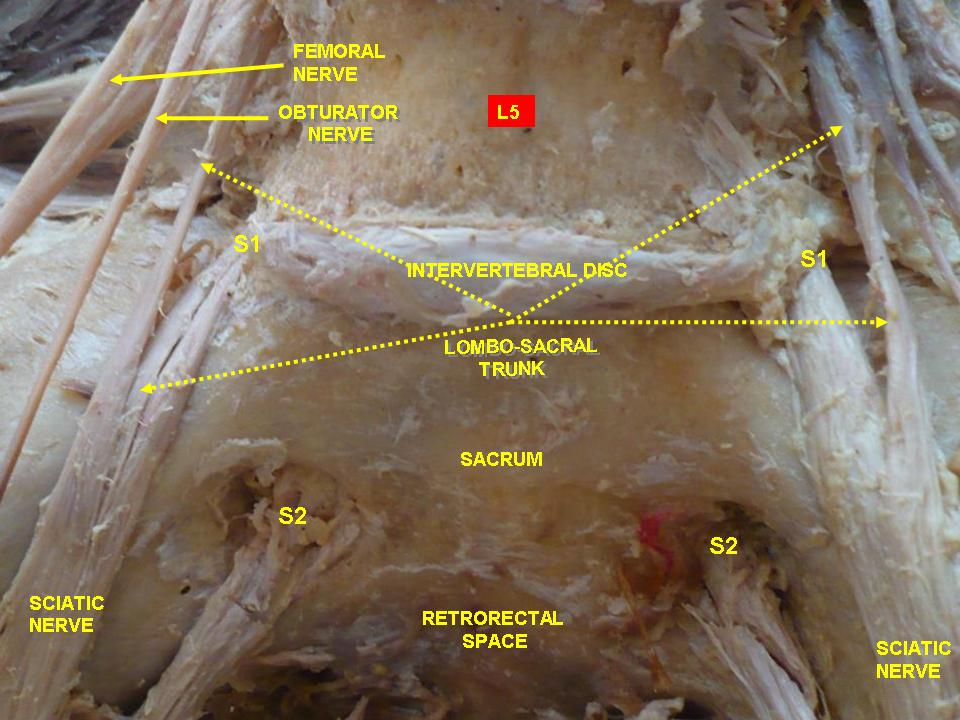
Plexul lombar și sacral. Disecție profundă. Vedere anterioară.
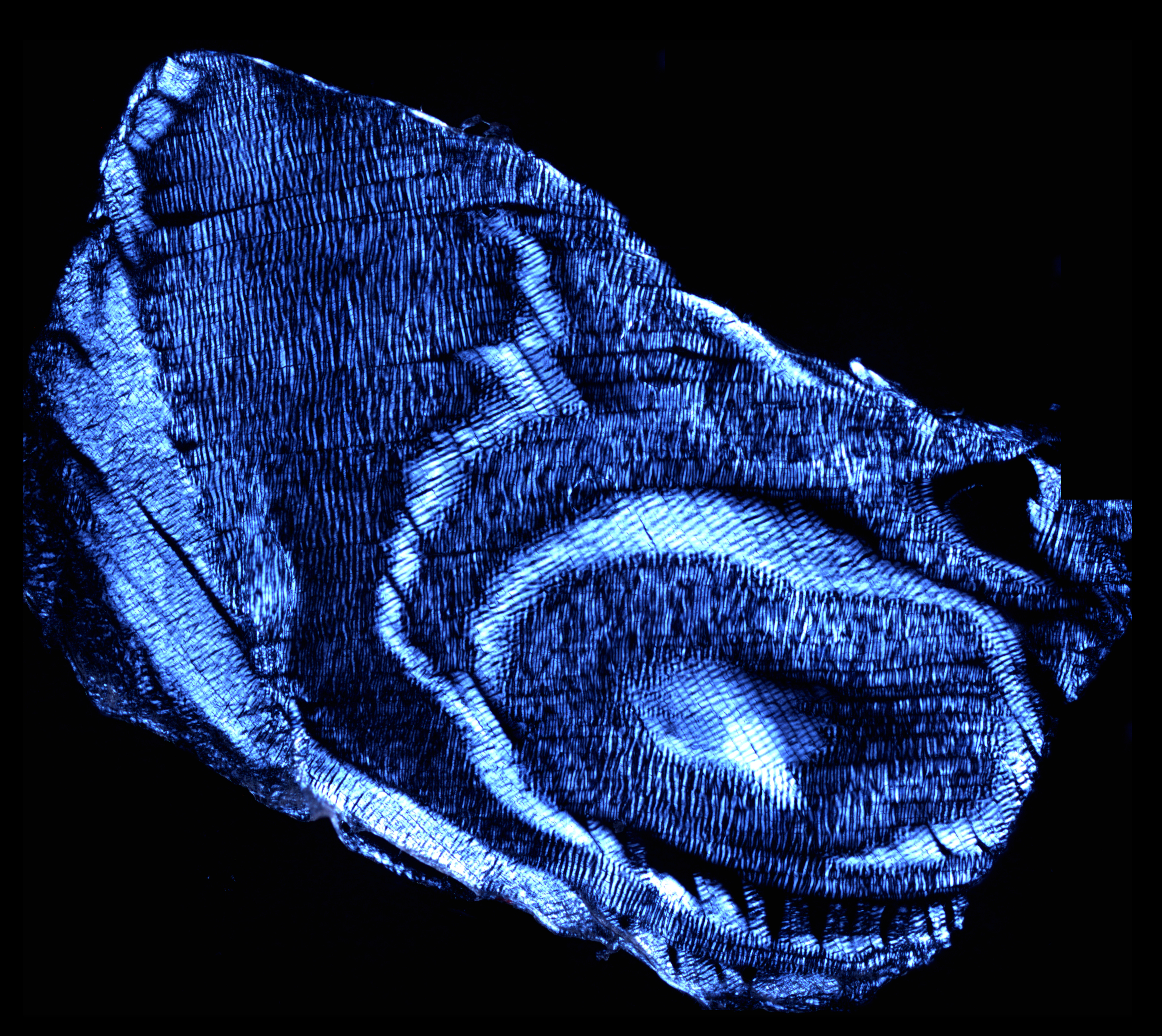
Imagine de microscopie a luminii polarizate a fibrosului annulos, care arată straturile concentrice ale țesutului fibros.